# Гхаттаманени, Манджула
Манджула Сваруп (телугу మంజుల స్వరూప్, урождённая Гхаттаманени; род. 1970 год, Мадрас, Индия) — индийская актриса и кинопродюсер, занятая в индустрии кино на телугу. Дочь звезды телугуязычного кинематографа Кришны и сестра популярного актёра Махеша Бабу. Основатель продюсерского дома Indira Productions. Лауреат Национальной кинопремии и Nandi Awards.

## Биография
Манджула родилась в Мадрасе в семье актёра Кришны Гхаттаманени и его жены Индиры Деви. У неё есть два брата, также ставших актёрами, старший Рамеш Бабу и младший Махеш Бабу, и две сестры: старшая — Падмавати и младшая — Приядаршини (замужем за актёром Судхиром Бабу). Манджула замужем за продюсером Санджаем Сварупом, у пары есть дочь Джанави.
Манджула получила степень в области социологии в университете Ченнаи. Её дебютом в кино была эпизодические роли в фильмах Summer in Bethlehem (1998) на малаялам и Rajasthan (1999) на телугу. Она также была исполнительным продюсером в нескольких кинолентах, включая «Что подсказало сердце» (2002).
В начале 2000-х Манджула основала собственную продюсерскую компанию Indira Productions, назвав её в честь своей матери. Первым фильмом, вышедшим под её баннером, стал Snow (2002), в котором Манджула исполнила главную женскую роль. Её игра получила положительные отзывы.
Как продюсер картины она также получила Национальную кинопремию за лучший фильм на телугу.
В следующие годы компания Манджулы выпустила два фильма: Naani (2004), который провалился в прокате, и «Вооружён и очень опасен» (2006), ставший самым кассовым фильмом на тот момент.
Последний также принёс ей совместно с режиссёром Пури Джаганатхом премию Nandi за лучший развлекательный фильм.
В 2009 году она вновь вернулась к актёрской игре в триллере В. К. Пракаша Kavya's Diary, сыграв домохозяйку, которая не подозревает, что нанятая ею няня стремится разрушить её семью. Критики нашли её работу в фильме удовлетворительной.
На следующий год Манджула вместе с мужем выпустили фильм «Как ты смогла меня очаровать?» и снялись во второстепенных ролях в мелодраме «Оранжевый цвет любви».
В 2016 году в прессе появились сообщения о том, что она готовится сделать режиссёрский дебют, выпустив фильм с Сундипом Кишаном в главной роли.